# Gladys Ascanio
Gladys Teresa Ascanio Arredondo (Caracas, Venezuela, 8 de febrero de 1941) es una reina de belleza venezolana. 
Ascanio fue la ganadora de la VII edición del concurso Miss Venezuela, que se llevó a cabo en el Hotel Tamanaco de Caracas. Fue coronada por Ida Pieri, Miss Venezuela 1958 y contaba con 19 años y 1,65 m de estatura al momento del concurso. En las preliminares recibió el apodo de Laly. Al momento de su coronación vivía en la Urbanización El Pinar de Caracas, se educó en el colegio "Teresiano" de Texas y en "Las Ursulinas" de Nueva Orleans y fue la primera venezolana en ir al Miss Internacional.
Actualmente vive en el estado Mérida.

## Miss Venezuela 1960
Por haberse efectuado el Miss Venezuela después del Miss Universo 1960, el organizador del concurso, Reinaldo Espinoza Hernández, envió al concurso a Miss Yaracuy 1957, Mary Quiroz Delgado, que no figuró entre las finalistas de este concurso.

## Cuadro final de Miss Venezuela 1960
- Gladys Ascanio, Miss Distrito Federal (ganadora)
- Magaly Burguera Sardi, Miss Mérida (primera finalista)
- Marina Carrero, Miss Táchira (segunda finalista)
- Miriam Estévez Acevedo, Miss Caracas (tercera finalista)
- Ana Aura Rodríguez Acosta, Miss Departamento Vargas (cuarta finalista)

## Participación en Miss International 1960
Ascanio viajó al Miss International 1960 en Long Beach, California, Estados Unidos, que se celebró el 12 de agosto de 1960. Fue la primera representante de Venezuela en el concurso y clasificó entre las 15 semifinalistas. Además fue la primera venezolana que ganó la categoría Mejor Traje Típico, edición ganada por la colombiana Stella Marquez Zawadzky.

## Matrimonio
Ascanio se casó en 1965 con Alejandro Alcega Herrera y tuvo una hija, Silvia Margarita Alcega Ascanio. Junto con su esposo administró un taller de decoración y construyeron el Hotel " LOS FRAILES " en el páramo de Mérida. Enviudó en el año 1991 y en el año 2005 se casó de nuevo con Gonzalo Jordán, actualmente viven en Mérida, tiene dos nietos Mateo Emilio Alfaro Alcega y Micaela Margarita Alfaro Alcega quienes por motivos sociopolíticos viven fuera de Venezuela.